# De la guerre - Della guerra
De la guerre - Della guerra (De la guerre) è un film del 2008 diretto da Bertrand Bonello.